# Efekt prostého vystavení
Efekt prostého vystavení (z anglického „mere-exposure effect“, také efekt pouhé expozice nebo efekt pouhého vystavení) je psychologický jev, kdy mají lidé tendenci si věci oblíbit nebo neoblíbit jen proto, že je znají. V sociální psychologii se někdy nazývá princip známosti. Tento efekt byl prokázán u mnoha druhů věcí, včetně slov, čínských znaků, obrazů, fotografií tváří, geometrických útvarů a zvuků. Ve studiích mezilidské přitažlivosti platí, že čím častěji lidé nějakou osobu vidí, tím je jim příjemnější a sympatičtější.

## Výzkum
První známý výzkum jevu provedl Gustav Fechner v roce 1876. Edward B. Titchener tento efekt také zdokumentoval a popsal „sálání tepla“, které pociťuje v přítomnosti něčeho známého. Jeho hypotéza však nebyla přijata, když výsledky ukázaly, že zvýšení preferencí objektů nezávisí na subjektivních dojmech jedince o tom, jak známé objekty jsou. Zamítnutí Titchenerovy hypotézy podnítilo další výzkum a vývoj současné teorie.
Nejznámějším vědcem, který rozvinul teorii efektu prostého vystavení, je Robert Zajonc. Před provedením svého výzkumu vypozoroval, že vystavení novému podnětu zpočátku vyvolává u všech organismů reakci strachu nebo vyhýbání se. Každé další vystavení novému podnětu vyvolává u zkoumaného organismu menší strach a větší zájem. Po opakovaném vystavení začne pozorovaný organismus na původně nový podnět reagovat příznivě.

## Využití
Efekt prostého vystavení lze využít v různých oblastech, zejména v marketingu, reklamě, vzdělávání a mezilidských vztazích.
V marketingu zvyšuje opakované vystavení produktu či značky jeho atraktivitu a povědomí. V reklamě může pravidelné připomínání posílit pozitivní vnímání sdělení. Ve vzdělávání podporuje opakovaný kontakt s informacemi lepší zapamatování a porozumění. V mezilidských vztazích efekt napomáhá budování sympatií a důvěry, například díky častému setkávání.
Základem je psychologická tendence preferovat známé podněty, což lze cíleně využít ke změně postojů a rozhodování.